# Cátia Azevedo
Cátia Isabel da Silva Azevedo (Oliveira de Azeméis, 9 de março de 1994) é uma velocista portuguesa, especialista nos 400 metros. Ela ganhou duas medalhas de ouro nos Campeonato Ibero-Americanos de 2018.
Seus recordes pessoais na modalidade são de 50,59 segundos no atletismo ao ar livre (Huelva 2021) e 53,10 segundos pista coberta (Madrid 2020). O primeiro é o atual recorde nacional. Representou Portugal nos Jogos Olímpicos de Verão de 2016, no Rio de Janeiro, Brasil.
Cátia Azevedo deu os seus primeiros passos no Atletismo nos corta matos escolares, mas na altura preferia a Ginástica. No entanto acabou por se inscrever no Núcleo de Atletismo de Cucujães, onde confirmou as suas enormes potencialidades para a modalidade, dedicando-se então às provas de velocidade.
Ingressou no Sporting Clube de Portugal no final do ano de 2008, por influência de uns tios que viviam em Lisboa e também em homenagem ao seu avô, que era um adepto ferrenho do Clube. Na altura tinha apenas 14 anos de idade e ainda era Iniciada.
Depois de enquanto Juvenil ter conseguido alguns bons resultados nas provas dos 200 e dos 300m, especializou-se nos 400m, até que em 2013 estourou verdadeiramente, melhorando em mais de 2 segundos o seu recorde pessoal naquela distância, ao mesmo tempo que também começava a obter bons resultados nos 800m.
Em 2012 foi Campeã Nacional Júnior nos 400m, um feito que repetiu na época seguinte, em que também conquistou o titulo dos 800m deste escalão, para além de ter sido Campeã de Portugal dos 400 e dos 800m no escalão de sub-23, depois de na pista coberta também ter conquistado os mesmos 4 títulos que viria a ganhar ao ar livre.
Em Maio de 2013 durante a Taça dos Campeões Europeus de Atletismo, melhorou em quase um segundo o Recorde Nacional dos 400m no escalão de sub-23, com a marca de 53,37s e, em Julho do mesmo ano, durante os Campeonatos da Europa de Juniores, que decorreram em Rieti na Itália, onde foi 5ª classificada na Final da prova dos 400m, melhorou esse Recorde Nacional Júnior e de sub-23, fixando-o em 52,76s, isto depois de na época anterior se ter tornado na Recordista Nacional Júnior da mesma distância, mas em pista coberta, com a marca de 55,71s.
Antes, em Junho de 2013, representou Portugal no Campeonato da Europa de Selecções, que se disputou em Dublin na Irlanda, obtendo assim a sua primeira internacionalização enquanto atleta sénior, numa competição onde voltou a marcar presença em 2014, 2015 e 2017.
Fez parte da equipa do Sporting que conseguiu o histórico 2º lugar na Taça dos Campeões Europeus de Atletismo da época de 2014, batendo o Recorde Nacional do escalão de sub-23 com a marca de 52,61s, para além de ter sido decisiva na vitória da equipa na estafeta dos 4x400m.
Em 2014 esteve presente nos Campeonatos da Europa de Atletismo que se disputaram em Zurique, mas não passou das eliminatórias dos 400m e da estafeta dos 4x400m e, no ano seguinte marcou presença nos Europeus de sub-23.
Em 2015 foi Campeã de Portugal nos 200m e nos 400m em pista coberta, acumulando esses títulos com os do escalão de sub-23 e em Julho voltou a ser Campeã de Portugal nos 400m, mas ao ar livre.
Em Fevereiro de 2016 voltou a ser Campeã de Portugal nos 400m em pista coberta e uma semana depois bateu o Recorde Nacional dessa distância no escalão de sub-23, com a marca de 53,30s, passando a ser a segunda melhor portuguesa de sempre.
Em Fevereiro de 2016 integrou uma equipa do Sporting que durante o Campeonato Nacional de Atletismo em Pista Coberta, bateu o Recorde Nacional dos 4x400m, com a marca de 3,41,54m.
Fez parte da histórica equipa que ganhou a Taça dos Campeões Europeus de Atletismo em 2016, contribuindo com um 2º lugar nos 400m, para além de ter participado no triunfo final na estafeta dos 4x400m.
No dia 23 de Junho de 2016 durante o Meeting de Madrid, Cátia Azevedo estabeleceu um novo Recorde Nacional dos 400m, com o registo de 51,63s, melhorando em 29 centésimos de segundo a marca de Carmo Tavares, que datava de 1999. Ainda em 2016, foi Campeã de Portugal nos 400m.
Nos Jogos Olímpicos do Rio de Janeiro em 2016, Cátia Azevedo foi 4ª na sexta de oito séries da primeira eliminatória, com o tempo de 52,38s, nos 400m.
Na época de 2017 foi Campeã de Portugal nos 400m em pista coberta e ao ar livre e marcou presença nos Mundiais de Londres.
Na temporada de 2018 foi Campeã de Portugal nos 800m em pista coberta e poucos dias depois integrou a Seleção Nacional que nos Mundiais que se disputaram em Birmingham, bateu o Recorde Nacional da estafeta dos 4x400m, com a marca de 3,35,43m, numa competição onde também participou nos 400m, não passando das eliminatórias.
Fez parte da equipa que ganhou a Taça dos Campeões Europeus de Atletismo em 2018, contribuindo com um 2º lugar nos 400m e participando na vitória nos 4x400m.
Ainda em 2018 foi Campeã de Portugal nos 400m e esteve presente nos Europeus de Berlim, onde atingiu as meias finais dos 400m, integrando também a equipa da estafeta dos 4x400m.
Na época de 2019 foi novamente Campeã de Portugal nos 800m em pista coberta e nos 400m ao ar livre, título este que renovou no ano seguinte.
Em 2021 foi Campeã de Portugal nos 400m em pista coberta e voltou a marcar presença nos Europeus desta variante, mas não passou das eliminatórias. Em Junho sagrou-se Campeã de Portugal nos 400m pela 7ª vez consecutiva batendo o recorde da competição com 51,63s, uma marca que confirmava os mínimos olímpicos.
Em 2022 voltou a ser Campeã de Portugal nos 400m em pista coberta.
Nos Jogos Olímpicos de Tóquio disputados em 2021, Cátia Azevedo foi 7ª na terceira de três séries das meias-finais, com o registo de 51,32s nos 400m.
| Ano                    | Competição                                     | Local                     | Posição                | Evento                   | Notas                  |
| A representar Portugal | A representar Portugal                         | A representar Portugal    | A representar Portugal | A representar Portugal   | A representar Portugal |
| ---------------------- | ---------------------------------------------- | ------------------------- | ---------------------- | ------------------------ | ---------------------- |
| 2013                   | Campeonatos da Europa de Atletismo de Juniores | Rieti, Itália             | 5                      | 400 metros               | 52,89                  |
| 2014                   | Campeonatos da Europa de Atletismo             | Zurique, Suíça            | 18 (h)                 | 400 metros               | 52,87                  |
| 2014                   | Campeonatos da Europa de Atletismo             | Zurique, Suíça            | 10 (h)                 | 4 x 400 metros estafetas | 3:35.41                |
| 2015                   | Campeonatos da Europa de Atletismo Sub-23      | Taline, Estónia           | 14 (h)                 | 400 metros               | 53,49                  |
| 2016                   | Campeonatos da Europa de Atletismo             | Amesterdão, Países Baixos | 12 (sf)                | 400 metros               | 52,46                  |
| 2016                   | Campeonatos da Europa de Atletismo             | Amesterdão, Países Baixos | 13 (h)                 | 4 x 400 metros estafetas | 3:32.48                |
| 2016                   | Jogos Olímpicos de Verão                       | Rio de Janeiro, Brasil    |                        | 400 metros               |                        |
| 2017                   | Campeonato Mundiais                            | Londres, Reino Unido      | 39 (h)                 | 400 m                    | 52.79                  |
| 2017                   | Universiade                                    | Taipei, Taiwan            | 5                      | 400 m                    | 52.39                  |
| 2018                   | Campeonatos Mundiais em Pista Coberta          | Birmingham, Reino Unido   | 29 (h)                 | 400 m                    | 54.17                  |
| 2018                   | Campeonatos Mundiais em Pista Coberta          | Birmingham, Reino Unido   | 8 (h)                  | 4 × 400 m estafetas      | 3:35.43                |
| 2018                   | Jogos Mediterrâneos                            | Tarragona, Espanha        | 5                      | 400 m                    | 52.63                  |
| 2018                   | Jogos Mediterrâneos                            | Tarragona, Espanha        | 5                      | 4 × 400 m estafetas      | 3:34.21                |
| 2018                   | Campeonatos Europeus                           | Berlim, Alemanha          | 18 (sf)                | 400 m                    | 52.23                  |
| 2018                   | Campeonatos Europeus                           | Berlim, Alemanha          | 12 (h)                 | 4 × 400 m relay          | 3:33.35                |
| 2018                   | Campeonato Ibero-Americanos                    | Trujillo, Peru            | 1                      | 400 m                    | 52.26                  |
| 2018                   | Campeonato Ibero-Americanos                    | Trujillo, Peru            | 1                      | 4 × 400 m estafetas      | 3:36.49                |
| 2019                   | Campeonantos Europeus Pista Coberta            | Glasgow, Reino Unido      | 22 (h)                 | 400 m                    | 53.43                  |
| 2019                   | Universiade                                    | Napoles, Itália           | 5                      | 400 m                    | 52.07                  |
| 2019                   | Campeonatos Mundiais                           | Doha, Qatar               | 40 (h)                 | 400 m                    | 52.79                  |
| 2021                   | Campeonato Europeus Pista Coberta              | Toruń, Polónia            | 24 (h)                 | 400 m                    | 53.28                  |